# Валеран IV (герцог Лимбурга)
Валеран (Вальрам) IV (фр. Waléran IV de Limbourg, нем. Walram IV von Limburg; ум. 24 августа 1279) — герцог Лимбурга и граф Арлона с 1247, сын Генриха IV, герцога Лимбурга, и Ирменгарды, дочери Адольфа III, графа Берга.

## Биография

### Правление
После смерти герцога Генриха IV в 1247 году, при разделе отцовских владений, Лимбург достался Валерану, а графство Берг — его брату Адольфу VI.
Валеран играл видную политическую роль в период междуцарствия в Германии. Также, как и его брат Адольф, он поддержал Вильгельма II, графа Голландии и Зеландии, в его споре с Конрадом IV Гогенштауфеном за германскую корону. В награду за поддержку, Вильгельм передал Валерану многочисленные земли, в которые входили Кайзерверт, Ахен, Неймеген и Дуйсбург.
С 1251 года Валеран участвовал в войне за наследство в графствах Эно и Фландрии. После убийства графа Фландрии Гильома II де Дампьера графство унаследовал его брат Ги. С другой стороны на Фландрию и Эно претендовал их сводный брат Жан I д'Авен. Король Вильгельм поддержал Жана д’Авена и воевал против матери Ги и Жана Маргариты II, а также Карла I Анжуйского, пытавшимся завладеть графством Эно при поддержке Маргариты. Валеран, как сторонник короля, также принял сторону Жана. В 1254 году из крестового похода вернулся король Франции Людовик IX Святой, брат Карла Анжуйского, который приказал брату отказаться от графства. Вскоре Валеран отправился в Англию ко двору короля Генриха III как посол от Маргариты для того, чтобы попросить у него средства для окончания войны, но попытка оказалась безуспешной. В 1156 году был заключен мир, по которому графство Эно было утверждено за Жаном I.
После гибели в 1256 году Вильгельма II Валеран, вместе с другими немецкими князьями, поддержал английского принца Ричарда Корнуолльского в качестве претендента на германский трон. Ричард был коронован в 1257 году.
В октябре того же года Валеран, вместе со своим братом Адольфом и племянником Вильгельмом IV, графом Юлиха, помог архиепископу Кёльна Конраду фон Гогштадену, сестра которого приходилась женой Адольфу, подавить восстание жителей города. 19 апреля 1249 года между Валераном и архиепископом был заключен договор, по которому Валеран должен был защищать Кёльн при необходимости. В 1161 году Валеран, поддерживавший хорошие отношения с Конрадом фон Гогштаденом, получил гражданство в Кёльне. Однако вскоре архиепископ скончался, и новым главой Кёльнской архиепархии стал Энгельберт II фон Фалькенбург. Энгельберт начал политику экспансии в землях Нижнего Рейна, против чего выступили некоторые вестфальские феодалы, в том числе и граф Юлиха Вильгельм IV. В битве при Цюльпихе Вильгельм разгромил войско архиепископа и взял его в плен. Валеран, находившийся в это время на стороне архиепископа, вместе с братом последнего сеньором Фалькенбурга Дирком II и графом Клеве Дитрихом VI, попытался вернуть Энгельберта из плена. Валерану и его союзникам удалось войти в город, но в завязавшихся боях Дирк II был убит, а сам Валеран был взят в плен. Валеран пробыл в плену 3,5 месяца и принял условия противников архиепископа. Энгельберт был освобожден только в 1273 году и уже в следующем году умер. Новым архиепископом стал Зигфрид фон Вестербург
1 октября 1273 года, во Франкфурте, вместе с другими князьями империи, Валеран участвовал в выборах Рудольфа Габсбурга новым королём Германии.
Вскоре после смерти графа Юлиха Валеран поссорился с архиепископом Зигфридом. Причиной конфликта стал спор за территории в Ахене и Юлихе, принадлежавшие Вильгельму. Зигфрид попытался подчинить себе эти земли, но в ответ Валеран завоевал их и разграбил Кёльн. Тем не менее, в 1279 году Валеран поддерживал торговые отношения с архиепископом. Для того, чтобы обеспечить мир между Рейном и Маасом Зифгрид и Валеран заключили союз с герцогом Брабанта Жаном I.
Валеран умер в 1279 году. Он был последним представителем Лимбургского дома по мужской линии, а после смерти его дочери Ирменгарды, не оставившей наследников, Лимбург, по итогам битвы при Воррингене, был присоединен к Брабантскому герцогству.

### Брак и дети
1-я жена: Юдит (Ютта) Клевская (ум. ок. 1275), дочь Дитриха V, графа Клеве и Гедвиги фон Веттин. Дети:
- Ирменгарда Лимбургская (ок. 1250 — июнь 1283, Гревенталь) — герцогиня Лимбурга с 1279
- сын (ок. 1275) — предположительно умер при родах вместе с матерью.

2-я жена с 10 января 1278: Кунигунда Бранденбургская (1247/1252 — после 8 июня 1292) — дочь Оттона III, маркграфа Бранденбурга, и Беатрис (Божена) Богемской, дочери короля Богемии Вацлава I, вдова князя Хорватии Белы, сына короля Белы IV.